# Miranda (osebno ime)
Miranda je žensko osebno ime.

## Izvor imena
Ime Miranda izhaja iz latinskega imena Miranda, to pa razlagajo z latinsko besedo miranda v pomenu »čudovita«. Latinsko mirandus je glagolski pridevnik (gerundiv) glagola mirari v pomenu besede »občudovati; čuditi se«. Ime Miranda bi bila torej prvotno »tista, ki jo je treba občudovati, se ji čuditi«.

## Različice imena
- moška različica imena: Mirando

## Pogostost imena
Po podatkih Statističnega urada Republike Slovenije je bilo na dan 31. decembra 2007 v Sloveniji število ženskih oseb z imenom Miranda: 339.

## Osebni praznik
V koledarju je ime Miranda uvrščeno k imenu Pacifik, ki goduje 10. julija ali pa 24. septembra.

## Zanimivost
Miranda je tudi eden od enajstih znanih Uranovih satelitov.